# Gran Premio d'Olanda 1977
Il Gran Premio d'Olanda 1977 è stata la tredicesima prova della stagione 1977 del Campionato mondiale di Formula 1. Si è corsa domenica 28 agosto 1977 sul Circuito di Zandvoort. La gara è stata vinta dall'austriaco Niki Lauda, su Ferrari. Lauda ha preceduto sul traguardo il francese Jacques Laffite su Ligier-Matra e il sudafricano Jody Scheckter su Wolf-Ford Cosworth.

## Vigilia

### Sviluppi futuri
Il 22 agosto la Brabham presentò il modello BT46, che avrebbe potuto esordire già negli ultimi gran premi della stagione 1977. La vettura, spinta sempre da un motore Alfa Romeo, era progettata da Gordon Murray. Il progetto riprese alcuni concetti dell'ingegneria aeronautica sia per quanto riguardava i materiali sia per quanto riguardava l'impianto frenante, che era stato studiato in collaborazione coi tecnici della Dunlop.

### Aspetti tecnici
Emerson Fittipaldi denunciò la scarsa qualità dell'appoggio ottenuto dalla Cosworth, fornitirice dei propulsori per la sua scuderia. Il brasiliano si lamentò per l'assenza di corrette informazioni per l'utilizzo dei motori.
La Wolf tornò a impiegare la WR2, mentre la March portò all'esordio il modello 771 per il solo Ian Scheckter.

### Aspetti sportivi
In seguito alla vittoria di Franco Ambrosio in primo grado nella diatriba legale con la Shadow Riccardo Patrese tornò sulla monoposto anglo-americana al posto di Merzario che iscrisse la March privata del suo team. Su un'altra March privata, della RAM Racing/F&S Properties, fece il suo esordio il pilota olandese Michael Bleekemolen.
Nel gran premio di casa si rivide la Boro, che mancava dal Gran Premio d'Italia 1976, affidata a Brian Henton, che nel corso della stagione era stato impiegato saltuariamente alla guida di una March del team British Formula 1 Racing Team, nonché dalla March ufficiale in un'occasione. Alla gara prese parte anche la Renault, sempre affidata a Jean-Pierre Jabouille, dopo tre gare di assenza.

## Prequalifiche

### Resoconto
Al martedì gli organizzatori fecero disputare delle prequalifiche a Brett Lunger, Hans Binder, Brian Henton, Teddy Pilette ed Emilio de Villota. Solo l'ultimo non venne ammesso alle qualifiche.

## Qualifiche

### Resoconto
Al venerdì il miglior tempo fu fatto da Mario Andretti su Lotus, davanti a James Hunt e Carlos Reutemann. La vettura dell'italoamericano risultava la più bilanciata nella parte mista del tracciato, mentre era abbastanza lenta sul rettilineo dei box, ove raggiungeva i 273 km/h, contro i 278 della Wolf e i 280 della Ferrari. Nelle prove si ruppe anche il compressore della Renault e vi fu un incidente, senza conseguenze, tra Arturo Merzario e Brian Henton
Al sabato Andretti abbassò ancora il suo tempo e confermò così la conquista della pole, la settima in carriera nel mondiale. In prima fila si classificò Jacques Laffite su Ligier, mentre la seconda fila venne conquistata da James Hunt e Niki Lauda. Andretti distanziò di mezzo secondo Laffite, e fu capace di mantenere tempi validi con costanza. Si migliorò la Renault, che chiuse in quinta fila con Jabouille.
Al termine delle prove Niki Lauda affermò:

### Risultati
Nella sessione di qualifica si è avuta questa situazione:
| Pos | Nº | Pilota                | Costruttore              | Tempo   | Griglia |
| --- | -- | --------------------- | ------------------------ | ------- | ------- |
| 1   | 5  | Mario Andretti        | Lotus-Ford Cosworth      | 1'18"65 | 1       |
| 2   | 26 | Jacques Laffite       | Ligier-Matra             | 1'19"27 | 2       |
| 3   | 1  | James Hunt            | McLaren-Ford Cosworth    | 1'19"50 | 3       |
| 4   | 11 | Niki Lauda            | Ferrari                  | 1'19"54 | 4       |
| 5   | 6  | Gunnar Nilsson        | Lotus-Ford Cosworth      | 1'19"57 | 5       |
| 6   | 12 | Carlos Reutemann      | Ferrari                  | 1'19"66 | 6       |
| 7   | 3  | Ronnie Peterson       | Tyrrell-Ford Cosworth    | 1'19"85 | 7       |
| 8   | 7  | John Watson           | Brabham-Alfa Romeo       | 1'19"93 | 8       |
| 9   | 22 | Clay Regazzoni        | Ensign-Ford Cosworth     | 1'19"93 | 9       |
| 10  | 15 | Jean-Pierre Jabouille | Renault                  | 1'20"13 | 10      |
| 11  | 4  | Patrick Depailler     | Tyrrell-Ford Cosworth    | 1'20"14 | 11      |
| 12  | 23 | Patrick Tambay        | Ensign-Ford Cosworth     | 1'20"23 | 12      |
| 13  | 17 | Alan Jones            | Shadow-Ford Cosworth     | 1'20"24 | 13      |
| 14  | 2  | Jochen Mass           | McLaren-Ford Cosworth    | 1'20"24 | 14      |
| 15  | 20 | Jody Scheckter        | Wolf-Ford Cosworth       | 1'20"24 | 15      |
| 16  | 16 | Riccardo Patrese      | Shadow-Ford Cosworth     | 1'20"43 | 16      |
| 17  | 28 | Emerson Fittipaldi    | Fittipaldi-Ford Cosworth | 1'20"53 | 17      |
| 18  | 35 | Hans Binder           | Penske-Ford Cosworth     | 1'20"84 | 18      |
| 19  | 8  | Hans-Joachim Stuck    | Brabham-Alfa Romeo       | 1'20"86 | 19      |
| 20  | 30 | Brett Lunger          | McLaren-Ford Cosworth    | 1'20"87 | 20      |
| 21  | 34 | Jean-Pierre Jarier    | Penske-Ford Cosworth     | 1'21"06 | 21      |
| 22  | 19 | Vittorio Brambilla    | Surtees-Ford Cosworth    | 1'21"12 | 22      |
| 23  | 38 | Brian Henton          | Boro-Ford Cosworth       | 1'21"13 | 23      |
| 24  | 9  | Alex-Dias Ribeiro     | March-Ford Cosworth      | 1'21"16 | 24      |
| 25  | 10 | Ian Scheckter         | March-Ford Cosworth      | 1'21"19 | 25      |
| 26  | 24 | Rupert Keegan         | Hesketh-Ford Cosworth    | 1'21"53 | 26      |
| NQ  | 27 | Patrick Nève          | March-Ford Cosworth      | 1'21.67 | NQ      |
| NQ  | 37 | Arturo Merzario       | March-Ford Cosworth      | 1'21"79 | NQ      |
| NQ  | 18 | Vern Schuppan         | Surtees-Ford Cosworth    | 1'21"80 | NQ      |
| NQ  | 39 | Ian Ashley            | Hesketh-Ford Cosworth    | 1'21"85 | NQ      |
| NQ  | 33 | Boy Hayje             | March-Ford Cosworth      | 1'22"20 | NQ      |
| NQ  | 25 | Héctor Rebaque        | Hesketh-Ford Cosworth    | 1'22"49 | NQ      |
| NQ  | 29 | Teddy Pilette         | BRM                      | 1'23"07 | NQ      |
| NQ  | 32 | Michael Bleekemolen   | March-Ford Cosworth      | 1'26"68 | NQ      |

## Gara

### Resoconto

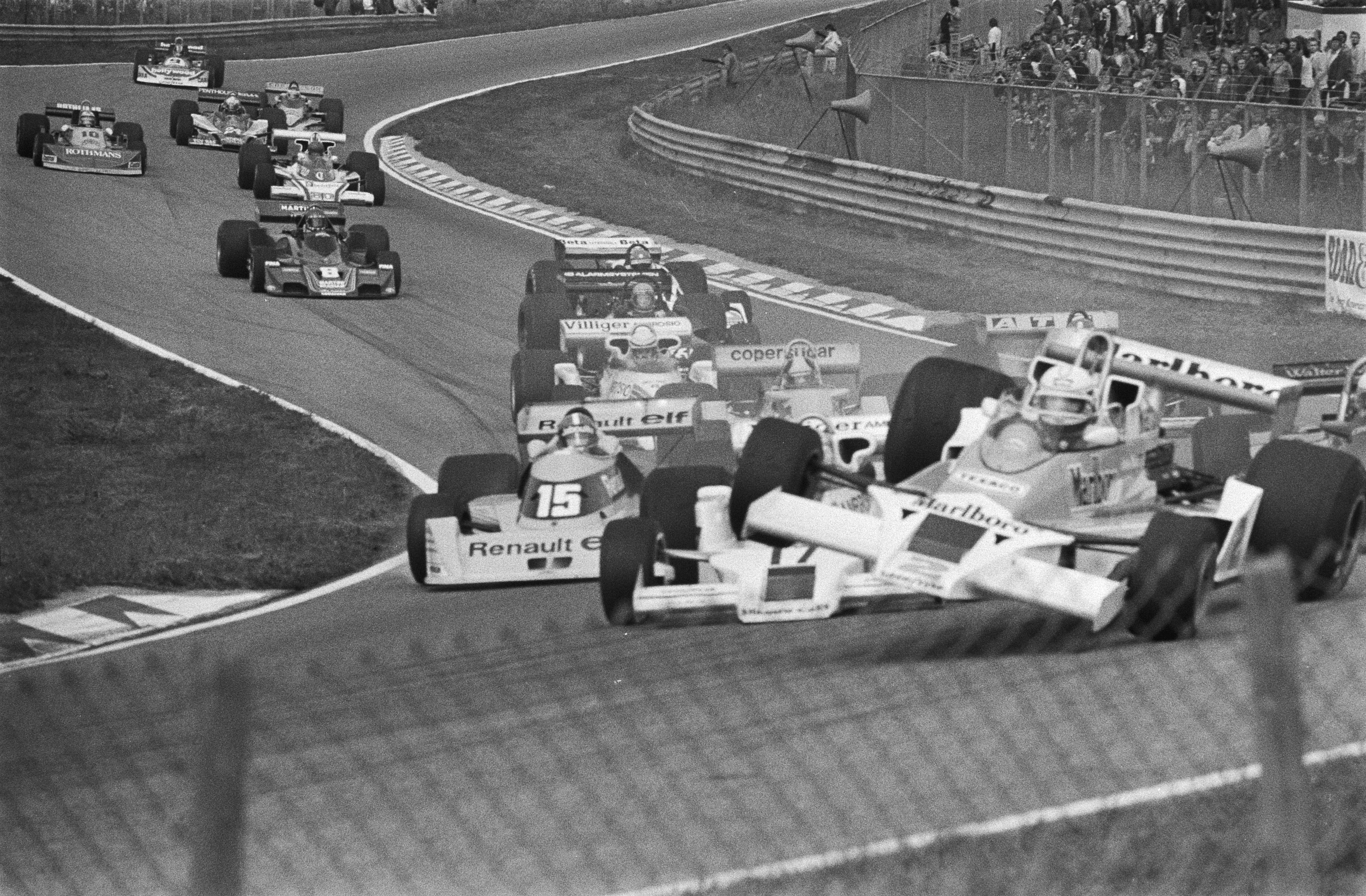
L'incidente al primo giro che ha causato il ritiro di Jochen Mass

Mario Andretti non fu capace di mantenere il comando della gara al via: venne passato prima da Jacques Laffite, poi da James Hunt; l'inglese della McLaren s'installò al comando, davanti al transalpino. Seguivano Niki Lauda, Carlos Reutemann, John Watson e Clay Regazzoni. Nel corso del secondo giro Watson fu costretto al ritiro per la rottura della coppa dell'olio, mentre Andretti ripassò Laffite.
Andretti mise subito sotto pressione anche Hunt, ma l'inglese era capace di resistere agli attacchi dell'italo-americano. Al sesto giro però le due vetture furono protagoniste di un contatto, a seguito di un nuovo tentativo di sorpasso di Andretti: Hunt fu costretto al ritiro mentre Andretti precipitò in quarta posizione, dietro alle due Ferrari. Al termine della gara vi fu un vivace scambio di opinioni tra Hunt e Andretti. Dalle retrovie intanto si faceva luce il compagno di scuderia di Andretti, Gunnar Nilsson, che si trovò in quinta posizione.
Mario Andretti passò Carlos Reutemann al giro 10, e iniziò ad attaccare anche Lauda. Dopo qualche tentativo però, al quattordicesimo giro, Andretti fu costretto al ritiro per la rottura del motore della sua Lotus. La classifica vedeva ora sempre in testa Jacques Laffite, seguito dal duo della Scuderia Ferrari, poi Gunnar Nilsson, Ronnie Peterson, Clay Regazzoni e Patrick Tambay. Tra il diciottesimo e il diciannovesimo giro anche Peterson e Regazzoni abbandonarono la gara per problemi tecnici.
Al giro 20 Lauda prese il comando del gran premio, passando Laffite. Dietro intanto Nilsson cercava di passare Reutemann: i due vennero al contatto al giro 35. Nilsson fu costretto a ritirarsi, mentre Reutemann andò ai box, retrocedendo al tredicesimo posto della classifica. Dietro ai due battistrada, la classifica vedeva terzo Patrick Tambay, seguito da Jody Scheckter, Emerson Fittipaldi, Jean-Pierre Jabouille e Vittorio Brambilla.
Al quarantesimo giro la rottura di una sospensione sulla sua Renault portò al ritiro Jabouille. Le altre posizioni rimasero invariate fino al giro 59 quando Brambilla passò Fittipaldi, installandosi al quinto posto. La gara del pilota monzese s'interruppe al giro 68, quando finì fuori pista, nel tentativo di passare Scheckter. Proprio all'ultimo giro Patrick Tambay, che stava per cogliere il primo podio per lui e l'Ensign, fu costretto ad abbandonare la gara per la mancanza della benzina.
Niki Lauda conquistò il suo quindicesimo successo nel mondiale, davanti a Jacques Laffite e Jody Scheckter. Tambay venne comunque classificato quinto, davanti a Carlos Reutemann, che era stato protagonista di una bella rimonta nella seconda parte della gara.

### Risultati
I risultati del gran premio furono i seguenti:
| Pos | No | Pilota                | Costruttore              | Giri | Tempo/Ritiro              | Pos. Griglia | Punti |
| --- | -- | --------------------- | ------------------------ | ---- | ------------------------- | ------------ | ----- |
| 1   | 11 | Niki Lauda            | Ferrari                  | 75   | 1:41'45"93                | 4            | 9     |
| 2   | 26 | Jacques Laffite       | Ligier-Matra             | 75   | + 1"89                    | 2            | 6     |
| 3   | 20 | Jody Scheckter        | Wolf-Ford Cosworth       | 74   | + 1 giro                  | 15           | 4     |
| 4   | 28 | Emerson Fittipaldi    | Fittipaldi-Ford Cosworth | 74   | + 1 giro                  | 17           | 3     |
| 5   | 23 | Patrick Tambay        | Ensign-Ford Cosworth     | 73   | Mancanza di benzina       | 12           | 2     |
| 6   | 12 | Carlos Reutemann      | Ferrari                  | 73   | + 2 giri                  | 6            | 1     |
| 7   | 8  | Hans-Joachim Stuck    | Brabham-Alfa Romeo       | 73   | + 2 giri                  | 19           |       |
| 8   | 35 | Hans Binder           | Penske-Ford Cosworth     | 73   | + 2 giri                  | 18           |       |
| 9   | 30 | Brett Lunger          | McLaren-Ford Cosworth    | 73   | + 2 giri                  | 20           |       |
| 10  | 10 | Ian Scheckter         | March-Ford Cosworth      | 73   | + 2 giri                  | 25           |       |
| 11  | 9  | Alex-Dias Ribeiro     | March-Ford Cosworth      | 72   | + 3 giri                  | 24           |       |
| 12  | 19 | Vittorio Brambilla    | Surtees-Ford Cosworth    | 67   | Incidente                 | 22           |       |
| 13  | 16 | Riccardo Patrese      | Shadow-Ford Cosworth     | 67   | Motore                    | 16           |       |
| SQ  | 38 | Brian Henton          | Boro-Ford Cosworth       | 52   | Squalificato              | 23           |       |
| Rit | 15 | Jean-Pierre Jabouille | Renault                  | 39   | Sospensione               | 10           |       |
| Rit | 6  | Gunnar Nilsson        | Lotus-Ford Cosworth      | 34   | Collisione con C.Reutmann | 5            |       |
| Rit | 17 | Alan Jones            | Shadow-Ford Cosworth     | 32   | Motore                    | 13           |       |
| Rit | 4  | Patrick Depailler     | Tyrrell-Ford Cosworth    | 31   | Motore                    | 11           |       |
| Rit | 3  | Ronnie Peterson       | Tyrrell-Ford Cosworth    | 18   | Accensione                | 7            |       |
| Rit | 22 | Clay Regazzoni        | Ensign-Ford Cosworth     | 17   | Acceleratore              | 9            |       |
| Rit | 5  | Mario Andretti        | Lotus-Ford Cosworth      | 14   | Motore                    | 1            |       |
| Rit | 24 | Rupert Keegan         | Hesketh-Ford Cosworth    | 8    | Incidente                 | 26           |       |
| Rit | 1  | James Hunt            | McLaren-Ford Cosworth    | 5    | Collisione con M.Andretti | 3            |       |
| Rit | 34 | Jean-Pierre Jarier    | Penske-Ford Cosworth     | 4    | Accensione                | 21           |       |
| Rit | 7  | John Watson           | Brabham-Alfa Romeo       | 2    | Perdita d'olio            | 8            |       |
| Rit | 2  | Jochen Mass           | McLaren-Ford Cosworth    | 0    | Incidente                 | 14           |       |
| NQ  | 27 | Patrick Nève          | March-Ford Cosworth      |      |                           |              |       |
| NQ  | 37 | Arturo Merzario       | March-Ford Cosworth      |      |                           |              |       |
| NQ  | 18 | Vern Schuppan         | Surtees-Ford Cosworth    |      |                           |              |       |
| NQ  | 39 | Ian Ashley            | Hesketh-Ford Cosworth    |      |                           |              |       |
| NQ  | 33 | Boy Hayje             | March-Ford Cosworth      |      |                           |              |       |
| NQ  | 25 | Héctor Rebaque        | Hesketh-Ford Cosworth    |      |                           |              |       |
| NQ  | 29 | Teddy Pilette         | BRM                      |      |                           |              |       |
| NQ  | 32 | Michael Bleekemolen   | March-Ford Cosworth      |      |                           |              |       |
| NPQ | 36 | Emilio de Villota     | McLaren-Ford Cosworth    |      |                           |              |       |

## Statistiche

### Piloti
- 15ª vittoria per  Niki Lauda;
- 1º Gran Premio per  Michael Bleekemolen;
- Ultimo Gran Premio per  Boy Hayje,  Vern Schuppan;

### Costruttori
- 68ª vittoria per la  Ferrari;
- 80º giro più veloce per la  Ferrari;

### Motori
- 68ª vittoria per il motore  Ferrari;
- 80º giro più veloce per il motore  Ferrari;

### Pneumatici
- 102ª vittoria per gli pneumatici  Goodyear;

### Giri in testa
- James Hunt (1-5);
- Jacques Laffite (6-19);
- Niki Lauda (20-75);

## Classifiche

### Piloti
| Pos. | Pilota             | Punti |
| ---- | ------------------ | ----- |
| 1    | Niki Lauda         | 63    |
| 2    | Jody Scheckter     | 42    |
| 3    | Carlos Reutemann   | 35    |
| 4    | Mario Andretti     | 32    |
| 5    | James Hunt         | 22    |
| 6    | Gunnar Nilsson     | 20    |
| 7    | Jochen Mass        | 18    |
| 8    | Jacques Laffite    | 16    |
| 9    | Alan Jones         | 12    |
| 10   | Hans-Joachim Stuck | 12    |
| 11   | Emerson Fittipaldi | 11    |
| 12   | Patrick Depailler  | 10    |
| 13   | John Watson        | 9     |
| 14   | Carlos Pace        | 6     |
| 15   | Ronnie Peterson    | 6     |
| 16   | Vittorio Brambilla | 5     |
| 17   | Patrick Tambay     | 3     |
| 18   | Clay Regazzoni     | 1     |
| =    | Jean-Pierre Jarier | 1     |
| =    | Renzo Zorzi        | 1     |

### Costruttori
| Pos. | Team                     | Punti |
| ---- | ------------------------ | ----- |
| 1    | Ferrari                  | 80    |
| 2    | Lotus-Ford Cosworth      | 47    |
| 3    | Wolf-Ford Cosworth       | 42    |
| 4    | McLaren-Ford Cosworth    | 35    |
| 5    | Brabham-Alfa Romeo       | 27    |
| 6    | Ligier-Matra             | 16    |
| 7    | Tyrrell-Ford Cosworth    | 16    |
| 8    | Shadow-Ford Cosworth     | 13    |
| 9    | Fittipaldi-Ford Cosworth | 11    |
| 10   | Surtees-Ford Cosworth    | 5     |
| 11   | Ensign-Ford Cosworth     | 4     |
| 12   | Penske-Ford Cosworth     | 1     |